# Timilpan
Timilpan est une municipalité de l'État de Mexico, au Mexique. Elle couvre une superficie de 179,82 km2 et compte 15 664 habitants en 2015.